# مقاطعة بلوماس (كاليفورنيا)

موقع ولاية كاليفورنيا في الولايات المتحدة

مقاطعة بلوماس (بالإنجليزية: Plumas County)‏ هي إحدى مقاطعات ولاية كاليفورنيا في الولايات المتحدة الأمريكية.

## أعلام
- أليس ماربل